# Elezioni generali in Tunisia del 1989
Le elezioni generali in Tunisia del 1989 si tennero il 2 aprile per l'elezione del Presidente e dei membri del Parlamento.

## Risultati

### Elezioni presidenziali
- Le elezioni presidenziali si svolsero con un unico candidato.

| Candidati               | Liste                                     | Voti      | %      |
| ----------------------- | ----------------------------------------- | --------- | ------ |
| Zine El-Abidine Ben Ali | Raggruppamento Costituzionale Democratico | 2.087.028 | 100,00 |
| Totale                  | Totale                                    | 2.087.028 |        |

### Elezioni parlamentari
| Liste                                     | Voti      | %     | Seggi |
| ----------------------------------------- | --------- | ----- | ----- |
| Raggruppamento Costituzionale Democratico | 1 633 004 | 80,37 | 141   |
| Movimento dei Democratici Socialisti      | 76 250    | 3,75  | –     |
| Partito dell'Unità Popolare               | 13 596    | 0,67  | –     |
| Unione Democratica Unionista              | 7 912     | 0,39  | –     |
| Coalizione di Sinistra                    | 7 619     | 0,37  | –     |
| Partito Socialista Progressista           | 5 720     | 0,28  | –     |
| Partito Social Liberale                   | 5 270     | 0,26  | –     |
| Raggruppamento Progressista Socialista    | 4 054     | 0,20  | –     |
| IRSP                                      | 1 224     | 0,06  | –     |
| Indipendenti                              | 277 155   | 13,64 | –     |
| Totale                                    | 2 031 804 | 100   | 141   |